# Alloniscus silvestrii
Alloniscus silvestrii är en kräftdjursart som beskrevs av Arcangeli 1959. Alloniscus silvestrii ingår i släktet Alloniscus och familjen Alloniscidae. Inga underarter finns listade i Catalogue of Life.